# Maymena chica
Maymena chica là một loài nhện trong họ Mysmenidae.
Loài này thuộc chi Maymena. Maymena chica được Willis J. Gertsch miêu tả năm 1960.